# إنتان بالمكورات العقدية مجموعة أ
الإنتان بالمكورات العقدية مجموعة أ هو الإصابة بإنتان سببه هذه الجراثيم. تشكّل المكورات العقدية المقيحة الغالبية العظمى من المكورات العقدية مجموعة أ بحسب تصنيف لانسفيلد، والمكورات العقدية المقيحة هي جراثيم إيجابية الغرام من النوع الحال للدم بيتا، وهي مسؤولة عن مجموعة واسعة من الإنتانات الغازية وغير الغازية.
يمكن أن تنتقل الإنتان بالمكورات العقدية مجموعة أ عبر التماس المباشر مع المخاط أو القرحات الجلدية، ويسبب الإنتان بهذه الجراثيم أكثر من 500,000 حالة وفاة سنويًا. على الرغم من ظهور الصادات الحيوية كعلاج للمكورات العقدية الحالة للدم مجموعة أ، فما تزال الإصابة بها تمثل مشكلة متزايدة، خاصة في أفريقيا.
هناك العديد من الأنواع الأخرى للمكورات العقدية، بما في ذلك المكورات العقدية مجموعة ب، والعقديات الرئوية، والتي تسبب أنواعًا أخرى من الإنتانات، ويجب ألا يُخلَط بينها وبين المجموعة أ. تساهم العديد من عوامل الفوعة في إمراضيات جراثيم المجموعة أ، مثل البروتين M، والهيموليزين، والإنزيمات خارج الخلوية.

## أنواع الإنتان
قد تسبب المكورات العقدية الحالة للدم بيتا إنتانات في الحلق والجلد. تتراوح شدة هذه الإنتانات من خفيفة جدًا إلى خطيرة ومهددة للحياة. على الرغم من عدم وضوح الأسباب الكامنة وراء اختلاف شدة الإصابة عند المرضى بنفس الجراثيم، لكن يُشتبه بأن النمط الظاهري والجيني للمُضيف هو السبب وراء هذا الاختلاف، وبالطبع سيكون الأشخاص الذين جهازهم المناعي مُثبَّط أكثر عرضة للإصابة بإنتانات المكورات العقدية مجموعة أ من الأشخاص الذين جهازهم المناعي سليم.
يمكن أن تتواجد هذه الجراثيم على الجلد وفي الحلق عند الإنسان دون أن تسبب أي أعراض، ويكون هؤلاء الحَمَلَة أقل عدوى من الأشخاص الذين تظهر لديهم أعراض الإصابة.
يميل الإنتان غير الغازي بالمكورات العقدية مجموعة أ إلى أن يكون أقل حدة وأكثر شيوعًا، ويحدث عندما تستعمر هذه الجراثيم منطقة الحلق، إذ تتعرف على الخلايا الظهارية وتهاجمها، وأكثر نوعَي إنتانات المكورات العقدية مجموعة أ بروزًا هما التهاب الحلق (التهاب البلعوم) إذ يشكل نسبة 15-30% من الحالات عند الأطفال و10% من الحالات عند البالغين، والقوباء. يمكن علاج كليهما بالصادات الحيوية بشكل فعال. الحمى القرمزية هي أيضًا إصابة غير غازية تسببها المكورات العقدية مجموعة أ، لكنها أقل شيوعًا.
تميل الإصابة الغازية بالمكورات العقدية مجموعة أ الحالة للدم بيتا لتكون أكثر شدة وأقل شيوعًا، وتحدث هذه الإصابة عندما تكون الجراثيم قادرة على غزو منطقة لا توجد فيها بشكل طبيعي، مثل الدم، والأعضاء. تشمل الأمراض التي قد يسببها ذلك متلازمة الصدمة السمية بالمكورات العقدية، والتهاب اللفافة النخري، وذات الرئة، وإنتان الدم.
بالإضافة إلى ذلك، قد تسبب الإصابة بالمكورات العقدية مجموعة أ مضاعفات وحالات صحية أخرى، كالحمى الرثوية الحادة، والتهاب كبيبات الكلى التالي للإنتان بالمكورات العقدية.
الإصابات الأكثر شيوعًا
- القوباء، والتهاب النسيج الخلوي، والحُمرة، والإنتانات الجلدية التي من مضاعفاتها التهاب اللفافة النخري الذي يصيب الجلد واللفافة والعضلات.

- إنتان الحلق بالعقديات، والمعروف بالتهاب البلعوم.

الإصابات الأقل شيوعًا
- قد تُسبب هذه الجراثيم إنتانات دم، لكن هذه الإصابة غير نموذجية.

- التهاب المفاصل الإنتاني.

- التهاب العظم والنقي.

- التهاب المهبل (يكون أكثر شيوعًا عند الفتيات قبل البلوغ).

- التهاب السحايا*.

- التهاب الجيوب الأنفية*.

- ذات الرئة*.

(*لاحظ أن التهاب السحايا والتهاب الجيوب الأنفية وذات الرئة قد تسببها المكورات العقدية مجموعة أ، لكن الأشيع هو أن يكون سببها المكورات العقدية الرئوية، ويجب عدم الخلط بينهما.)

### الإنتانات الشديدة
تسبب بعض سلالات المكورات العقدية المجموعة أ إصابات شديدة، وتكون غازية عادة، كأن تدخل الجراثيم إلى أجزاء من الجسم لا تتوضع بها في الحالة الطبيعية، كالدم، والرئتين، والعضلات، والنسيج الدهني، والأكثر عرضة للإصابة بها هم الأطفال المصابون بالحُماق (جدري الماء)، والذين يكون جهازهم المناعي مُثبّطًا، ومرضى الحروق، والمرضى المسنون المصابون بالتهاب النسيج الخلوي، أو السكري، أو بأمراض وعائية، أو بالسرطان، أو المرضى الذين يتناولون الستيروئيدات القشرية (كالكورتيزول)، أو العلاج الكيماوي. يملك متعاطو المخدرات عن طريق الوريد خطرًا كبيرًا للإصابة. تُعتبر المكورات العقدية مجموعة أ مسببًا هامًا للحمى النفاسية في جميع أنحاء العالم، وتسبب إصابات خطيرة ووفيات للأمهات بعد الولادة في حال لم تُشخّص على الفور. قد تسبب الإصابة بالمكورات العقدية مجموعة أ إصابات شديدة عند أشخاص أصحاء دون أي عوامل خطر معروفة.
قد تسبب كل الإصابات الحادة بالمكورات العقدية مجموعة أ حدوث الصدمة وفشل الأعضاء المتعدد والموت. التعرف الباكر على الحالة وعلاجها أمران مهمان، وتشمل الاختبارات التشخيصية تعداد الدم، وتحليل البول، بالإضافة إلى زرع الدم أو سوائل موقع الجرح (القيح).
غالبًا ما تحدث إنتانات المكورات العقدية مجموعة أ بشكل فُرادي، لكنها قد تنتشر عن طريق الاتصال من شخص لآخر. هناك خطورة عالية لإصابة الأشخاص الذين على اتصال وثيق مع المصابين بإنتانات المكورات العقدية، أي الذين يبقون على تواصل منزلي مطوّل مع المصاب خلال الأسبوع السابق لبدء المرض، وقد يكون هذا الخطر المتزايد بسبب اجتماع عدة عوامل كالقابلية الوراثية المشتركة بين أفراد العائلة، والاتصال الوثيق مع الحملة، وفوعة السلسلة الجرثومية للمكورات العقدية.
هناك عدة وجهات نظر على مستوى العالم حول موضوع معالجة الأشخاص الذين على اتصال وثيق مع المصابين بإنتانات المكورات العقدية مجموعة أ، إذ توصي وزارة الصحة الكندية ومراكز مكافحة الأمراض والوقاية منها الأمريكية بأن يبقوا على اتصال وثيق مع أطبائهم من أجل التقييم الكامل ومعرفة إذا كانوا بحاجة إلى المضادات الحيوية. الإرشادات الحالية لوكالة حماية الصحة الأمريكية هي أنه ولعدة أسباب يجب ألّا يتلقى الأشخاص ذوو الاتصال الوثيق مع المرضى الصاداتِ ما لم تظهر عليهم أعراض المرض، وأنه يجب أن يُبلَّغوا بأهمية تلقي رعاية طبية فورية في حال ظهرت عليهم الأعراض. على أي حال، يكون الحل أسهل في حالة الأم وطفلها، فإذا أُصيب أحدهما بإنتان غازٍ بالمكورات العقدية مجموعة أ خلال 28 يومًا بعد الولادة تجب معالجتهما كليهما (على الرغم من وجود بعض الأدلة على عدم اتباع ذلك بشكل روتيني في المملكة المتحدة).

## التشخيص
تُشخّص الإصابة بأخذ مسحة من المنطقة المصابة لإجراء الفحوصات المخبرية، ثم يُجرى اختبار صبغة غرام للتأكد من أن السلسلة الجرثومية إيجابية الغرام، ثم تُزرَع العضويات الممرضة على وسط الآغار المدمى، ويُضاف إليها قرص صاد حيوي لإظهار المستعمرات الحالة للدم بيتا وحساسيتها (المنطقة المُثبّطة حول القرص). تُزرع أيضًا على الآغار غير الحاوي على الدم، ثم يُجرى اختبار الكاتالاز الذي يجب أن يكون سلبيًا لكل جراثيم المكورات العقدية المقيحة. يتضمن التحديد المصلي للعضيات إجراء اختبارات لعديد السكاريد الخاص بالمجموعة أ الموجود على جدار الخلية الجرثومية باستخدام اختبار فاديباكت.

## الوقاية
إن أفضل وقاية من الإنتان بالمكورات العقدية المقيحة هي النظافة الفعالة من خلال غسل اليدين. لا توجد لقاحات حاليًا لهذه الجراثيم، بالرغم من وجود بعض الأبحاث التي حاولت تطوير لقاح لها، وسبب هذه الصعوبات في تطوير اللقاح هو وجود سلالات كثيرة من هذه الجراثيم في البيئة، والحاجة لوقت طويل وأعداد أشخاص كبيرة من أجل إجراء تجارب مناسبة لضمان سلامة وفعالية اللقاح.

## العلاج
العلاج الأفضل هو البنسلين، ومدة العلاج نحو 10 أيام. ثبت أن العلاج بالصادات الحيوية (باستخدام البنسلين حقنًا) يقلل من خطر الإصابة بالحمى الرثوية الحادة. بالنسبة للمرضى الذين يعانون من حساسية للبنسلين، فقد أثبت الإريثرومايسين والماكروليدات الأخرى والسيفالوسبورينات فعاليتها أيضًا.
تكون المعالجة باستخدام الأمبيسلين والسولباكتام، أو الأموكسيسلين وحمض الكلافولينيك، أو الكليندامايسين، مناسبةً في حال وجود خراجات بلعومية عميقة، بالإضافة إلى شق الخراج وتصريف القيح. أما في حالات متلازمة الصدمة السمية المُسببة بالمكورات العقدية، فيكون العلاج بالبنسلين والكليندامايسين مع إعطاء الغلوبولين المناعي الوريدي.
تُستخدم لعلاج متلازمة الصدمة السمية والتهاب اللفافة النخري جرعة عالية من البنسلين والكليندامايسين. غالبًا ما سيحتاج الطبيب لإزالة الأنسجة المتنخرة جراحيًا في حالات التهاب اللفافة النخري.
لم يُبلغ عن أي حالة مقاومة للبنسلين حتى الآن، على الرغم من بدء العلاج بالبنسلين منذ عام 1985، ولكن يوجد العديد من التقارير حول وجود تحمّل للبنسلين، والذي يكون سببه غالبًا هو عدم امتثال المريض للطرق الصحيحة للعلاج.

## المضاعفات
- التهاب كبيبات الكلى التالي للإنتان بالمكورات العقدية

- «البانداس»، وهي اضطرابات مناعية ذاتية نفسية وعصبية عند الأطفال مرتبطة بالإصابة بالمكورات العقدية

- الحمى الرثوية

- الحمى القرمزية

- متلازمة الصدمة السمية

### الحمى الرثوية الحادة
الحمى الرثوية الحادة هي أحد مضاعفات التهاب الجهاز التنفسي بالمكورات العقدية مجموعة أ، إذ يولّد البروتين M أضدادًا تتفاعل بشك متصالب مع مستضدات على النسيج الضام الخلوي، وخاصة في شغاف القلب والغشاء الزليلي في المفاصل، ما قد يؤدي لأمراض سريرية هامة.
على الرغم من شيوع المرض في البلدان النامية، فهو نادر في الولايات المتحدة، وقد يكون السبب في ذلك هو تحسّن العلاج بالصادات الحيوية، مع ظهور حالات معزولة تحدث في بعض الأحيان. وهي أكثر شيوعًا عند الأطفال بعمر 5 إلى 15 سنة، وتحدث بعد أسبوع إلى ثلاثة أسابيع من التهاب البلعوم الغازي الذي لم يُعالج.
تُشخص الحمى الرثوية غالبًا اعتمادًا على معايير جونز، والتي تشمل التهاب القلب الشامل، والتهاب المفاصل الكبيرة الهاجر، والعقيدات تحت الجلد، والحمامى الهامشية، ورقص سيدنهايم (حركات لا إرادية وغير هادفة). أشيع عرض سريري عادة هو التهاب المفاصل العديد الهاجر.

### التهاب كبيبات الكلى التالي للإنتان بالمكورات العقدية
يعتبر التهاب كبيبات الكلى التالي للإنتان بالمكورات العقدية أحد المضاعفات غير الشائعة لالتهاب الحلق أو إنتان الجلد بالمكورات العقدية، ويُصنف على أنه تفاعل فرط حساسية من النمط الثالث.
تتطور الأعراض خلال 10 أيام بعد التهاب الحلق، أو 3 أسابيع بعد إنتان الجلد. تشمل الأعراض شحوب الجلد والخمول واغمقاق لون البول، وتورم أجزاء مختلفة من الجسم (وذمات)، وارتفاع ضغط الدم. يكون العلاج بتقديم الرعاية الداعمة فقط.

### البانداس
يُفترض أن إصابة مجموعة من الأطفال باضطرابات عصبية كالعرّات (تقلّصات لا إرادية) واضطراب الوسواس القهري ناتجة عن استجابة مناعية ذاتية للإصابة بالمكورات العقدية الحالة للدم بيتا مجموعة أ.